# San Javier (Misiones)

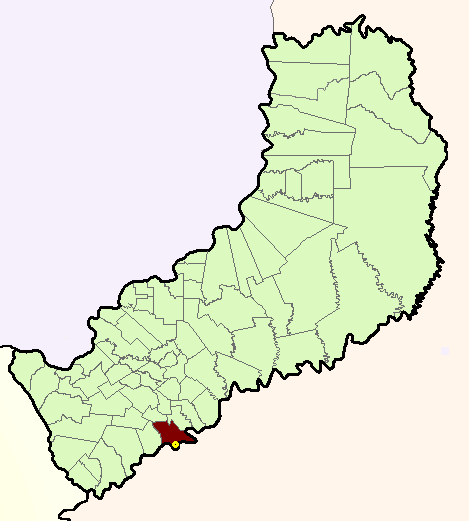
Área del municipio de San Javier en la Provincia de Misiones.

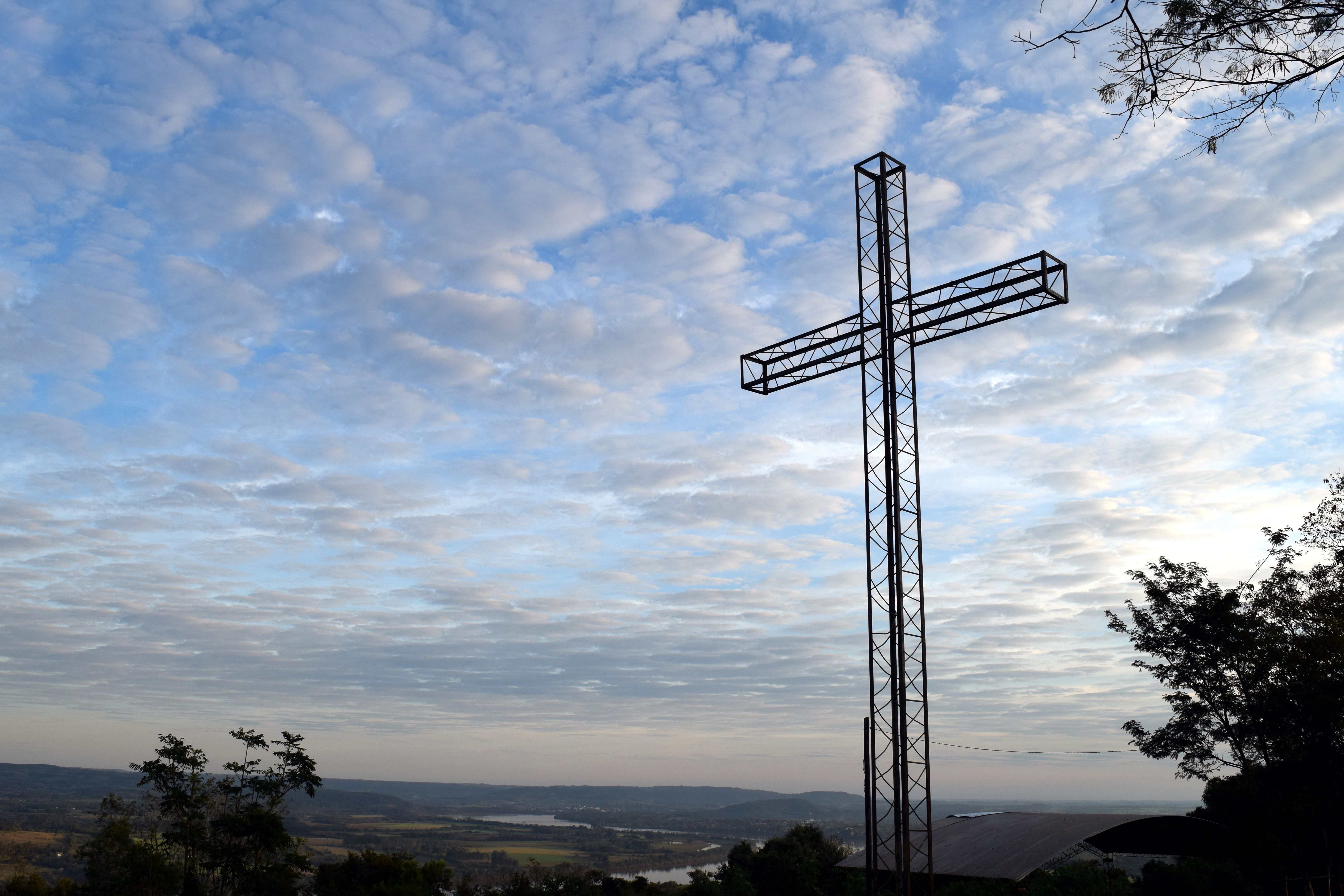
Cerro Monje, centro de peregrinación en San Javier.

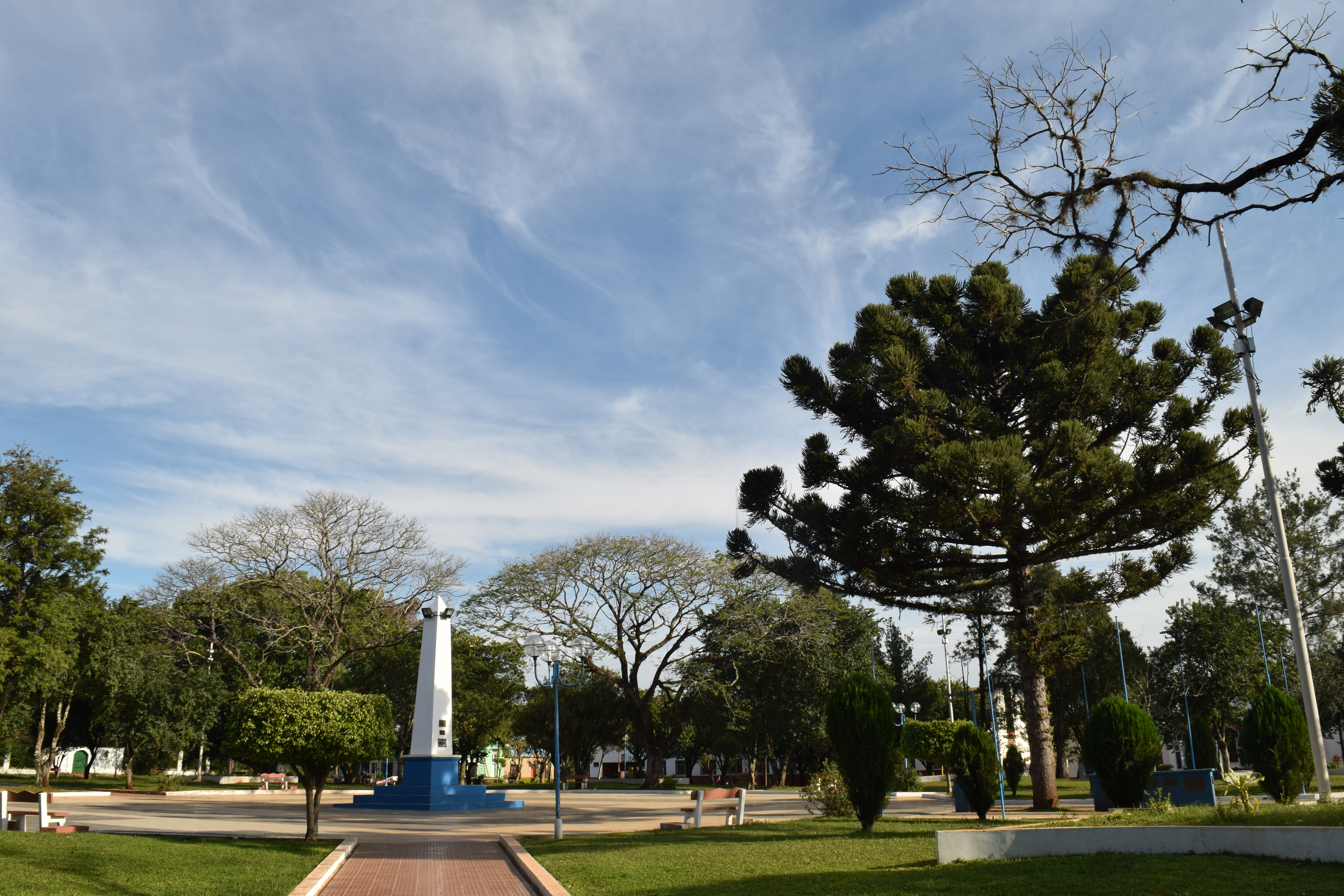
La Plaza 25 de Mayo, en el centro de San Javier.

San Javier es una ciudad argentina de la provincia de Misiones, cabecera del departamento homónimo.
Se encuentra a una latitud de 27° 53' Sur y una longitud de 55° 08' Oeste, y se accede a ella a través de la ruta Provincial 4 y la ruta Provincial 2, encontrándose a una distancia de 132 kilómetros de Posadas, la capital de la provincia.
Se halla a orillas del río Uruguay frente a la ciudad brasileña de Porto Xavier y tiene una población de 11 869 habitantes.
Durante Semana Santa, recibe miles de fieles y turistas provenientes de Misiones, Corrientes, Paraguay y Brasil, los cuales hacen una peregrinación hasta llegar al Cerro Monje, donde existe una capilla y un calvario.

## Historia
El origen de la ciudad está en la reducción jesuítica de San Javier, fundada en 1629 por la Compañía de Jesús.
El fundador de la reducción de San Javier fue el sacerdote José Ordóñez el 3 de diciembre de 1629, su desarrollo fue notable pero la orden del rey Carlos III, en 1767, de expulsar a los jesuitas produjo la dispersión de los aborígenes que no toleraron la administración de encomenderos ávidos de riquezas. Con el saqueo de la reducción se liquidaron todos los sueños de progreso. La fe se guardó en el corazón cuando en el año 1852 aparece en el cerro Palma el famoso monje (de ahí el nombre Cerro del Monje), fueron muchos los que se acercaron para manifestar su fe ante las imágenes del señor de los desiertos y la virgen María.[cita requerida]
Bordeada por el Río Uruguay, San Javier es una de las localidades que más se destaca en la producción de caña de azúcar, por ello es conocida como “la dulce”. Ubicada a 69 kilómetros de la ciudad de Oberá, y a 130 de Posadas, se transforma en uno de los pasos fronterizos que comunica la Provincia de Misiones con Brasil. Su paisaje expone ondulaciones y accidentes geográficos. Entre los más destacados se encuentra el Cerro Monje y el Peñón Cerro Mbororé. Otro sitio es el cercano Conjunto Jesuítico de Santa María La Mayor, que junto al de San Ignacio conforman las ruinas más importantes de la región.
En la cultura se destacan las Correderas del Cumanda-í; el Carnaval y la Fiesta Provincial de la Caña de Azúcar.

## Refundación
El 2 de octubre de 1877, cien años después de la expulsión de los jesuitas se vuelve a refundar San Javier. Poco a poco llegaron lugareños nativos en busca de seguridad.
En octubre de 1898 se formó la "Hermandad del Cerro Monje", que se responsabilizaba en la atención de la capilla, en ese tiempo el Obispo de Paraná, a cuya diosecis pertenecía Misiones, pidió a los Misioneros del verbo Divino que atendieran espiritualmente el territorio.
En 1903 el Padre Gerardo Woeste llegó a San Javier desde Posadas para predicar una misión con positivos resultados, de tal manera que cada tanto regresaba para seguir animándolos en la fe.
En el año 1961 se instaló un ingenio azucarero, el cual impulsó el crecimiento de la ciudad, llevándola a ser la primera productora de caña de azúcar de la provincia.En dicho ingenio azucarero además de azúcar se produce alcohol y licores.
Otras actividades económicas son la producción de té, mandioca, tabaco y yerba mate.

## Despliegue de las Fuerzas Armadas Argentinas en San Javier
| Unidades de la Guarnición Militar San Javier         | Sigla    |
| ---------------------------------------------------- | -------- |
| Regimiento de Infantería de Monte 9 «Coronel Pagola» | RI Mte 9 |

## Parroquias de la Iglesia católica en San Javier
| Diócesis  | Oberá                |
| --------- | -------------------- |
| Parroquia | San Francisco Javier |